# Raith Rovers FC
Raith Rovers FC je fotbalový klub ze skotského města Kirkcaldy, který hraje druhou nejvyšší skotskou ligu. Klub se jmenuje podle místa nedaleko Kirkcaldy, kde proběhla v roce 596 bitva u Raithu, v níž Anglové porazili krále Áedána mac Gabráina. To vedlo ke známému komentátorskému lapsu, když Sam Leitch uzavřel přenos z vítězného utkání Rovers slovy: „Fanoušci dnes budou tančit v ulicích Raithu.“
Klub byl založen v roce 1883, v roce 1892 se stal profesionálním a od roku 1902 hrál druhou skotskou ligu. V roce 1910 poprvé postoupil do nejvyšší soutěže, v roce 1913 vybojoval svoji dosud jedinou účast v pohárovém finále, v roce 1922 se umístil na třetím místě, což je jeho nejlepší ligový výsledek v historii. V roce 1926 sestoupil, v roce 1938 se vrátil, když vytvořil dosud platný rekord britského fotbalu: ve 34 zápasech druhé ligy nastřílel 142 branek. V roce 1949 hráli Raith Rovers finále Skotského ligového poháru. Zatím poslední účast klubu v nejvyšší soutěži patří do let 1991 až 1997. V roce 1995 vyhrál ligový pohár a díky tomu vůbec poprvé nastoupil v pohárové Evropě. V roce 2014 Raith získal Scottish Challenge Cup (soutěž pro týmy, které nehrají v nejvyšší soutěži), když ve finále zdolal Rangers FC 1:0.
Příznivcem Raith Rovers je bývalý britský premiér Gordon Brown.

## Výsledky v evropských pohárech
| Ročník  | Soutěž     | Kolo     | Klub              | Doma | Venku | Celkem | Postup  |
| ------- | ---------- | -------- | ----------------- | ---- | ----- | ------ | ------- |
| 1995/96 | Pohár UEFA | Předkolo | GÍ Gøta           | 4:0  | 2:2   | 6:2    | postup  |
| 1995/96 | Pohár UEFA | 1. kolo  | IA Akranes        | 3:1  | 0:1   | 3:2    | postup  |
| 1995/96 | Pohár UEFA | 2. kolo  | FC Bayern Mnichov | 0:2  | 1:2   | 1:4    | vyřazen |